# Гаитов, Раис Хамидуллович
Раис Хамидуллович Гаитов (6 января 1956 — 7 мая 2017) — живописец, Заслуженный художник Республики Башкортостан (2007). Член Союза художников СССР с 1991 года.

## Биография
Родился 6 января 1956 года в г. Октябрьский.
В 1986 году окончил художественно-графический факультет Башкирского государственногой педагогического университета имени М. Акмуллы. В 1995—2000 работал преподавателем в Уфимском технологическом институте сервиса (УТИС).
Раис Хамидуллович был организатором художественных выставок в Уфе: «Информель» (1997), «Art terra» (2003), «Объекты» (2005).
Член творческой группы «Инзер» с 1989 года.
Работы художника хранятся в БГХМ им. М. Нестерова, галерее «Урал», Музее национальной культуры Национального культурного центра «Казань» (Казань), Музее современного искусства (г. Екатеринбург), в частных собраниях.
В апреле 2014 года художник попал под колеса автомобиля и находился в коме в течение полутора месяцев. Последние три года жизни боролся с болезнью.
Умер 7 мая 2017 года. Похоронен на Южном кладбище в Уфе.

## Работы
«Три стихии», 1988; «Бегство в Египет», 1990; «Степь-Чак», 1993, «Натюрморт с лимоном», 1996; «Праздник на траве», 1997; «Микрорайон Южный», «Черниковка после дождя», «POSTCARDS».
Абстрактные композиции "Рок-н-ролл, 1999; «Тени. Утро», 2002.
Ассамбляжи «Фьюжн. Посвящение Майлзу Дэвису», 1996; «Сплетение», «Пластический образ», 1997.

## Выставки
Гаитов Раис Хамидуллович — участник выставок с 1980 года, международных — с 2000 года.
Персональные выставки в Уфе (1988, 1989, 1991, 1993, 1994, 1997, 1999, 2001, 2005).

## Награды и звания
Лауреат Международных биеннале гравюры «Iosif Iser» (г. Плоешти, Румыния)
Лауреат Международной выставки печатной графики «Cadaques» (г. Барселона, Испания; 2005).
Заслуженный художник Республики Башкортостан (2007)
Почетный диплом и серебряная медаль международного конкурса экслибрисов (2008, Закатекас, Мексика)